# Les Hommes volants (film)
Cet article concerne le film. Pour la série télévisée, voir Les Hommes volants.
Pour plus de détails, voir Fiche technique et Distribution.
Les Hommes volants (Men with Wings) est un film américain en Technicolor réalisé par William A. Wellman, sorti en 1938. 
Le film retrace l'histoire des pionniers de l'aviation.

## Résumé
En 1903, les frères Wright ouvrent la voie aux progrès de l'aviation et influencent Pat Falconer et son ami, l'ingénieur Scott Barnes. Falconer épouse son amour d'enfance, Peggy Ransom, bien que Barnes l'aime aussi, mais ne veut pas mettre en péril sa relation avec son ami.
Au cours de la Première Guerre mondiale, Falconer devient pilote de chasse et après la guerre, il continue de voler à la dérobée plutôt que de se consacrer au travail méthodique de recherche sur le vol, comme Barnes. À la fin des années 1930, Falconer, agité, laisse derrière lui sa famille et son ami et s'envole pour la Chine afin de combattre les envahisseurs japonais.

## Fiche technique
- Titre français : Les Hommes volants
- Titre original : Men with Wings
- Réalisation : William A. Wellman
- Scénario : Robert Carson (en)
- Musique : Boris Morros
- Photographie : W. Howard Greene, Charles A. Marshall
- Montage : Thomas Scott
- Production : William A. Wellman, William LeBaron
- Société de production : Paramount Pictures
- Société de distribution : Paramount Pictures
- Pays de production :  États-Unis
- Langue : anglais américain
- Format : couleur (Technicolor) — 35 mm — 1,37:1 — son : mono (Western Electric Mirrophonic Recording)
- Genre : guerre, biographie
- Durée : 105 minutes
- Dates de sortie : 
  - États-Unis : 16 juillet 1938 (New York City)
  - États-Unis : 28 octobre 1938
  - France : 1er février 1939

## Distribution
- Fred MacMurray : Pat Falconer
- Ray Milland : Scott Barnes
- Louise Campbell : Peggy Ranson
- Andy Devine : Joe Gibbs
- Lynne Overman : Hank Rinebow
- Porter Hall : Hiram F. Jenkins
- Walter Abel : Nick Ranson
- Kitty Kelly : Martha Ranson
- Virginia Weidler : Peggy Ranson à 8 ans
- Donald O'Connor : Pat Falconer à 10 ans
- Billy Cook : Scott Barnes à 10 ans
- James Burke : J.A. Nolan
- Willard Robertson : Col. Hadley
- Dennis Morgan : Galton
- Frank Clarke : Burke
- Evelyn Keyes : infirmière (non créditée)

## Source
- Les Hommes volants sur EncycloCiné